# Benzisoxazol
Benzisoxazol, ou antranil, é um composto orgânico aromático heterocíclico com fórmula molecular C7H5NO contendo um anel benzeno fundido a uma estrutura em anel isoxazol. Benzisoxazol não tem uso doméstico, sendo usado principalmente na indústria e pesquisa.
Sendo um composto heterocíclico, benzisoxazol encontra uso em pesquisa como um material de partida para a síntese de maiores estruturas, usualmente bioativas. É encontrado dentro de estruturas químicas de fármacos, tais como o antipsicótico risperidona e o anticonvulsivante zonisamida.
Sua aromaticidade o faz relativamente estável, embora, como um heterocíclico, tenha sítios reativos que permitam a funcionalização.

## Síntese
Vários benzisoxazóis substituídos têm sido preparados por um cicloadição de óxidos de nitrilo e arinas. Ambos os intermediários são altamente reativos, e gerados in situ por ânion fluoreto a partir de precursores arina facilmente preparados e cloro-oximas.
Uma síntese divergente e regiosseletiva quer de benzisoxazóis 3-substituídos ou benzisoxazóis 2-substituídos facilmente acessível a partir de orto-hidroxiarilo NH-cetiminas prossegue em duas vias distintas através de uma imina N-Cl intermediária comum com duas rotas sintéticas: com não formação de ligação para formar benzisoxazol sob condições anidras e reação do tipo rearranjo de Beckmann mediada por hipoclorito de sódio para formar benzisoxazol, respectivamente.
Brometo de ferro(II) catalisa a transformação de aril e vinil azidas com substituintes cetona ou metil oxima em 2,1-benzisoxazóis, indazóis ou pirazóis através da formação de ligações N-O ou N-N. Esta transformação tolera vários grupos funcionais e facilita o acesso a uma variedade de benzisoxazóis ou indazóis.